# Nsenga (langue)
Pour les articles homonymes, voir Nsenga.
Cet article concerne la langue nsenga. Pour le peuple nsenga, voir Nsenga (peuple).
Le nsenga est une langue bantoue parlée en Zambie, au Mozambique et au Zimbabwe.
Le nombre total de locuteurs est de 752 100, dont 544 000 en Zambie (2006), 192 000 au Mozambique (2006) et 16 100 au Zimbabwe (recensement de 1969). 